# دهه ۱۸۷۰ (میلادی)

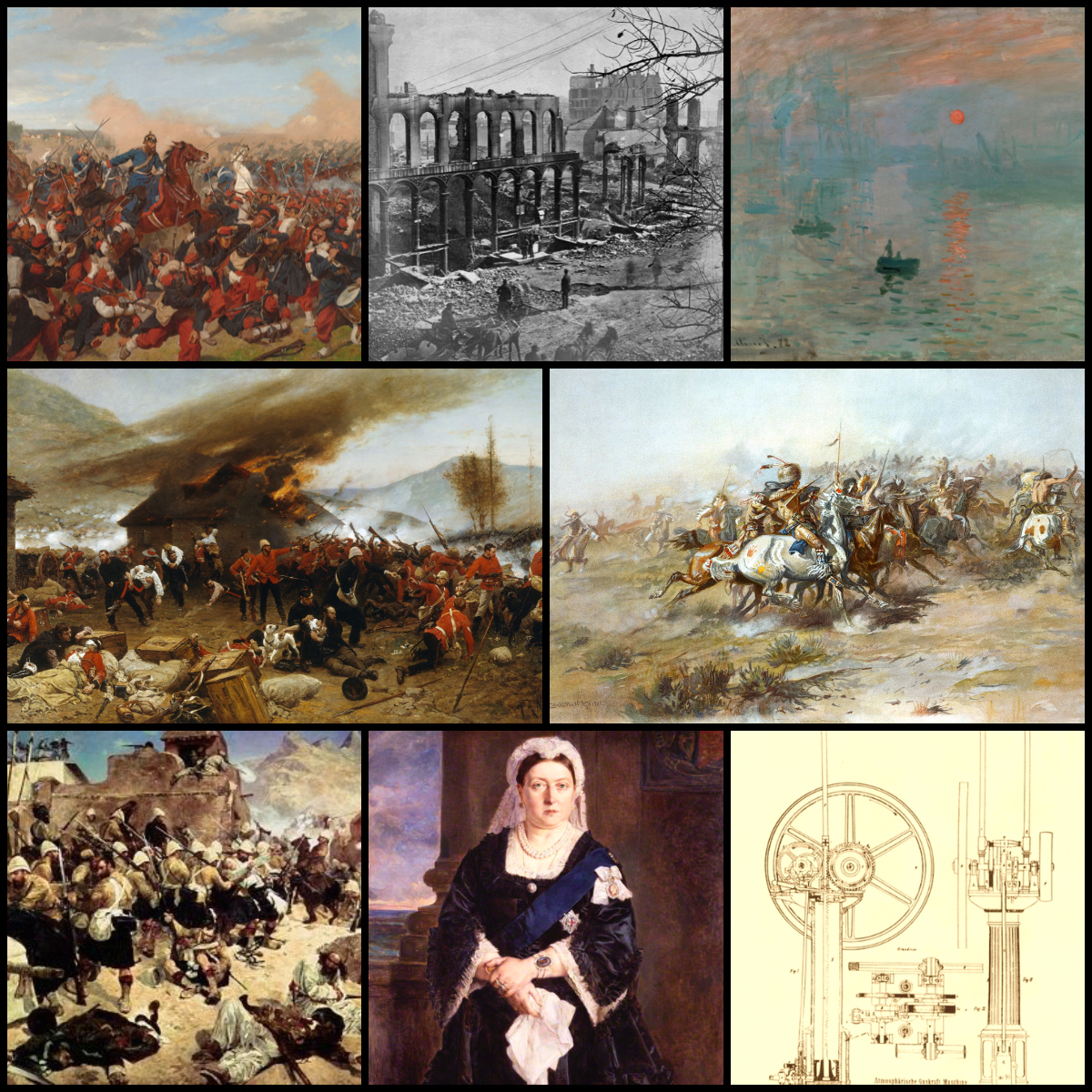

دهه ۱۸۷۰ (میلادی) صد و هشتاد و هفتمین دهه تقویم میلادی است.

## درگذشتگان
‎